# مورچه‌مرغ نواردار
مورچه‌مرغ نواردار (نام علمی: Dichrozona cincta) نام یک گونه از تیره مورچه‌مرغ است.